# شکست شاهانه
شکست شاهانه (به انگلیسی: Majestic Failure: The Fall of the Shah) کتابی است نوشته ماروین زونیس که در سال ۱۹۹۱ در شیکاگو چاپ شد. این کتاب برخلاف کتاب‌های دیگر که به چارچوب‌های سیاسی، تاریخی و جامعه‌شناسی در تحلیل انقلاب اسلامی نظر دارند رویکردی نزدیک به روان‌شناسی تاریخی دارد.
این کتاب با دو ترجمه در اوایل دهه هفتاد چاپ شد.
- شکست شاهانه ( روانشناسی شخصیت شاه ) ترجمه عباس مخبر.
- شکست شاهانه ( ملاحظاتی درباره سقوط شاه ) ترجمه اسماعیل زند و بتول سعیدی.

شکست شاهانه با ترجمه عباس مخبر پس از حدود سی سال با ویرایش و افزوده‌هایی تجدید چاپ شده است.

## نویسنده
ماروین زونیس دانش‌آموختۀ دانشگاه ییل، مدرسۀ بازرگانی هاروارد و مؤسسۀ فناوری ماساچوست است و مدرک دکترای علوم سیاسی‌اش را  از مؤسسۀ فناوری ماساچوست  گرفته است. او سال‌ها در مؤسسۀ روان‌کاوی شیکاگو نیز به آموزش روان‌کاوی می‌پرداخت. زونیس همچنین در سمت مشاور با مؤسسات و شرکت‌های تخصصی مدیریت دارایی در سراسر جهان همکاری داشت و به آن‌ها کمک کرد تا با توجه به مخاطرات سیاسی جهان توانایی‌ها و اهداف کاری خود را شناسایی، ارزیابی و مدیریت کنند.
زونیس مطالب زیادی در مورد جهانی شدن، فناوری‌های دیجیتال، بازارهای نوظهور، سیاست خاورمیانه، صنعت نفت، روسیه و سیاست خارجی ایالات متحده نوشته است. او یک مرجع برجسته در خاورمیانه بود و بیشتر عمر خود را صرف مطالعۀ ترکیب ناپایدار اسلام، تروریسم و خاورمیانه کرد. در جوانی تجربۀ زندگی در ایران را داشت، از افغانستان دیدن کرد و در عراق به مطالعۀ اسلام پرداخت. او به‌جز کتاب شکست شاهانه کتاب دیگری هم دربارۀ روشن‌فکران ایرانی نوشته است که به‌نام روان‌شناسی سیاسی نخبگان ایران به فارسی ترجمه و منتشر شده است.

## مترجم
عباس مخبر در سال ۱۳۳۲ در سیوند متولد گردید، تحصیلاتش را در دبستان منوچهری سیوند آغاز نمود و پس از اخذ دیپلم وارد دانشکده نفت شد. پس از آن به دنبال فیزیک رفت و بالأخره دوره کارشناسی جامعه‌شناسی را در دانشگاه پهلوی گذراند. سپس فوق لیسانس همین رشته را گرفت. پس از آن مدرک کارشناسی ارشد زبان‌شناسی را در سال ۱۳۶۸ از دانشگاه تهران دریافت کرد. عنوان پایان‌نامه او، «کند و کاوی در برنامه‌ریزی زبان فارسی نوشتاری» (به راهنمایی علی‌محمد حق‌شناس) بود. سپس در حوزه ترجمه و پژوهش در زمینه‌های علوم اجتماعی، علوم اقتصادی، اسطوره‌شناسی و ادبیات به فعالیت‌های خود ادامه داد

## نگارخانه
- پرونده:Shekaste shahane.maneketab.